# Selección femenina de fútbol sub-20 de Colombia
La Selección Femenina de Fútbol sub-20 de Colombia es una de las categorías inferiores de la Selección femenina de fútbol de Colombia, está conformada por jugadoras convocadas de nacionalidad colombiana, que sean menores de 20 años de edad.

## Historia
Esta selección representa a la Federación Colombiana de Fútbol en el Campeonato Sudamericano Femenino Sub-20 desde 2004, logrando el subcampeonato en dos ocasiones, en 2010 y 2022.
A raíz de estas actuaciones, el equipo ha logrado clasificar a la Copa Mundial Femenina de Fútbol Sub-20 en Alemania 2010, donde terminó en el cuarto lugar; y Costa Rica 2022. Además, jugó en la edición de 2024 como equipo anfitrión, al ser el país elegido por la FIFA como sede.

## Estadísticas

### Copa Mundial Femenina Sub-20
| Año   | Ronda             | Posición          | PJ                | PG                | PE                | PP                | GF                | GC                | Goleadora                         |
| ----- | ----------------- | ----------------- | ----------------- | ----------------- | ----------------- | ----------------- | ----------------- | ----------------- | --------------------------------- |
| 2002  | Sin participación | Sin participación | Sin participación | Sin participación | Sin participación | Sin participación | Sin participación | Sin participación | Sin participación                 |
| 2004  | No clasificó      | No clasificó      | No clasificó      | No clasificó      | No clasificó      | No clasificó      | No clasificó      | No clasificó      | No clasificó                      |
| 2006  | No clasificó      | No clasificó      | No clasificó      | No clasificó      | No clasificó      | No clasificó      | No clasificó      | No clasificó      | No clasificó                      |
| 2008  | No clasificó      | No clasificó      | No clasificó      | No clasificó      | No clasificó      | No clasificó      | No clasificó      | No clasificó      | No clasificó                      |
| 2010  | Cuarto puesto     | 4°                | 6                 | 2                 | 1                 | 3                 | 7                 | 6                 | Daniela Montoya, Yoreli Rincón: 2 |
| 2012  | No clasificó      | No clasificó      | No clasificó      | No clasificó      | No clasificó      | No clasificó      | No clasificó      | No clasificó      | No clasificó                      |
| 2014  | No clasificó      | No clasificó      | No clasificó      | No clasificó      | No clasificó      | No clasificó      | No clasificó      | No clasificó      | No clasificó                      |
| 2016  | No clasificó      | No clasificó      | No clasificó      | No clasificó      | No clasificó      | No clasificó      | No clasificó      | No clasificó      | No clasificó                      |
| 2018  | No clasificó      | No clasificó      | No clasificó      | No clasificó      | No clasificó      | No clasificó      | No clasificó      | No clasificó      | No clasificó                      |
| 2022  | Cuartos de final  | 7°                | 4                 | 1                 | 2                 | 1                 | 3                 | 3                 | Linda Caicedo: 2                  |
| 2024  | Cuartos de final  | 5°                | 5                 | 4                 | 1                 | 0                 | 7                 | 2                 | Linda Caicedo y Karla Torres: 2   |
| 2026  | Por definir       | Por definir       | Por definir       | Por definir       | Por definir       | Por definir       | Por definir       | Por definir       | Por definir                       |
| TOTAL | 3/12              | 13°               | 15                | 7                 | 4                 | 4                 | 17                | 11                | Linda Caicedo: 4                  |

### Sudamericano Femenino Sub-20
| Año   | Ronda                                         | Posición                                      | PJ                                            | PG                                            | PE                                            | PP                                            | GF                                            | GC                                            | Goleadora                                     |
| ----- | --------------------------------------------- | --------------------------------------------- | --------------------------------------------- | --------------------------------------------- | --------------------------------------------- | --------------------------------------------- | --------------------------------------------- | --------------------------------------------- | --------------------------------------------- |
| 2004  | No participó                                  | No participó                                  | No participó                                  | No participó                                  | No participó                                  | No participó                                  | No participó                                  | No participó                                  | No participó                                  |
| 2006  | Primera fase                                  | 5°                                            | 4                                             | 2                                             | 0                                             | 2                                             | 10                                            | 8                                             | Oriánica Velásquez: 3                         |
| 2008  | Primera fase                                  | 5°                                            | 4                                             | 2                                             | 1                                             | 1                                             | 7                                             | 5                                             | S/D                                           |
| 2010  | Subcampeón                                    | 2°                                            | 6                                             | 5                                             | 0                                             | 1                                             | 10                                            | 5                                             | Yoreli Rincón: 3                              |
| 2012  | Tercer puesto                                 | 3°                                            | 7                                             | 4                                             | 0                                             | 3                                             | 7                                             | 6                                             | Yoreli Rincón: 2                              |
| 2014  | Tercer puesto                                 | 3°                                            | 7                                             | 3                                             | 2                                             | 2                                             | 9                                             | 9                                             | Leicy Santos: 2                               |
| 2015  | Tercer puesto                                 | 3°                                            | 7                                             | 3                                             | 2                                             | 2                                             | 9                                             | 9                                             | Juliana Ocampo, Valentina Restrepo: 2         |
| 2018  | Tercer puesto                                 | 3°                                            | 7                                             | 4                                             | 1                                             | 3                                             | 21                                            | 16                                            | Angie Castañeda: 11                           |
| 2020  | Torneo cancelado por la pandemia de COVID-19. | Torneo cancelado por la pandemia de COVID-19. | Torneo cancelado por la pandemia de COVID-19. | Torneo cancelado por la pandemia de COVID-19. | Torneo cancelado por la pandemia de COVID-19. | Torneo cancelado por la pandemia de COVID-19. | Torneo cancelado por la pandemia de COVID-19. | Torneo cancelado por la pandemia de COVID-19. | Torneo cancelado por la pandemia de COVID-19. |
| 2022  | Subcampeón                                    | 2°                                            | 7                                             | 4                                             | 2                                             | 1                                             | 13                                            | 4                                             | Gisela Robledo: 7                             |
| 2024  | Tercer puesto                                 | 3°                                            | 9                                             | 6                                             | 2                                             | 1                                             | 17                                            | 7                                             | Gabriela Rodríguez: 7                         |
| TOTAL | 9/10 particip.                                | 2°/10                                         | 58                                            | 33                                            | 10                                            | 16                                            | 103                                           | 69                                            | Angie Castañeda: 11                           |

### Juegos Bolivarianos
| Año   | Resultado                                | PJ                                       | PG                                       | PE                                       | PP                                       | GF                                       | GC                                       | Goleadora                                |
| ----- | ---------------------------------------- | ---------------------------------------- | ---------------------------------------- | ---------------------------------------- | ---------------------------------------- | ---------------------------------------- | ---------------------------------------- | ---------------------------------------- |
| 2005  | Participaciones de la selección absoluta | Participaciones de la selección absoluta | Participaciones de la selección absoluta | Participaciones de la selección absoluta | Participaciones de la selección absoluta | Participaciones de la selección absoluta | Participaciones de la selección absoluta | Participaciones de la selección absoluta |
| 2009  | Participaciones de la selección absoluta | Participaciones de la selección absoluta | Participaciones de la selección absoluta | Participaciones de la selección absoluta | Participaciones de la selección absoluta | Participaciones de la selección absoluta | Participaciones de la selección absoluta | Participaciones de la selección absoluta |
| 2013  | Campeón                                  | 5                                        | 3                                        | 2                                        | 0                                        | 11                                       | 5                                        | Rincón: 3                                |
| 2017  | Campeón                                  | 5                                        | 4                                        | 1                                        | 0                                        | 20                                       | 2                                        | Restrepo: 7                              |
| 2022  | Campeón                                  | 3                                        | 3                                        | 0                                        | 0                                        | 11                                       | 1                                        | Rodríguez, Robledo, Izquierdo: 3         |
| Total | 3/3                                      | 13                                       | 10                                       | 3                                        | 0                                        | 42                                       | 8                                        | Restrepo: 7                              |

## Últimos y próximos encuentros
| Fecha      | Ciudad    | Racha | Local        | Resultado      | Visitante     | Competición                       |
| ---------- | --------- | ----- | ------------ | -------------- | ------------- | --------------------------------- |
| 14-04-2024 | Guayaquil | Sí    | Chile        | 0:2            | Colombia      | Sudamericano Femenino Sub-20 2024 |
| 16-04-2024 | Guayaquil | Sí    | Colombia     | 4:1            | Venezuela     | Sudamericano Femenino Sub-20 2024 |
| 18-04-2024 | Guayaquil | Sí    | Colombia     | 3:0            | Bolivia       | Sudamericano Femenino Sub-20 2024 |
| 20-04-2024 | Guayaquil | Sí    | Brasil       | 1:2            | Colombia      | Sudamericano Femenino Sub-20 2024 |
| 23-04-2024 | Guayaquil | Sí    | Colombia     | 1:0            | Perú          | Sudamericano Femenino Sub-20 2024 |
| 26-04-2024 | Guayaquil | Sí    | Colombia     | 3:2            | Venezuela     | Sudamericano Femenino Sub-20 2024 |
| 29-04-2024 | Guayaquil | No    | Brasil       | 1:0            | Colombia      | Sudamericano Femenino Sub-20 2024 |
| 02-05-2024 | Guayaquil |       | Colombia     | 1:1            | Argentina     | Sudamericano Femenino Sub-20 2024 |
| 05-05-2024 | Guayaquil |       | Paraguay     | 1:1            | Colombia      | Sudamericano Femenino Sub-20 2024 |
| 27-05-2024 | Aviñón    |       | México       | 1:1 (2:4 pen.) | Colombia      | Sud Ladies Cup 2024               |
| 29-05-2024 | Aviñón    | No    | Colombia     | 1:2            | Japón         | Sud Ladies Cup 2024               |
| 04-06-2024 | Robion    | Sí    | Colombia     | 4:0            | Panamá        | Sud Ladies Cup 2024               |
| 24-07-2024 | Salé      |       | Marruecos    | 1:1            | Colombia      | Partido amistoso                  |
| 26-07-2024 | Salé      | Sí    | Marruecos    | 0:1            | Colombia      | Partido amistoso                  |
| 31-08-2024 | Bogotá    | Sí    | Colombia     | 2:0            | Australia     | Copa Mundial Femenina Sub-20 2024 |
| 03-09-2024 | Bogotá    | Sí    | Colombia     | 1:0            | Camerún       | Copa Mundial Femenina Sub-20 2024 |
| 06-09-2024 | Medellín  | Sí    | México       | 0:1            | Colombia      | Copa Mundial Femenina Sub-20 2024 |
| 11-09-2024 | Cali      | Sí    | Colombia     | 1:0            | Corea del Sur | Copa Mundial Femenina Sub-20 2024 |
| 15-09-2024 | Cali      |       | Países Bajos | 2:2 (3:0 pen.) | Colombia      | Copa Mundial Femenina Sub-20 2024 |

## Palmarés

### Torneos oficiales
| Copa Mundial Femenina de Fútbol Sub-20  | –                    | –                         | –                                | 1 (2010)                  |                           |
| Campeonato Sudamericano Femenino Sub-20 | –                    | 2 (2010 y 2022)           | 5 (2012, 2014, 2015, 2018, 2024) | –                         |                           |
| Juegos Bolivarianos                     | 3 (2013, 2017, 2022) | –                         | –                                | –                         |                           |
| Juegos Sudamericanos                    | –                    | 1 (2018)                  | 1 (2022)                         | –                         |                           |
| Total                                   | 3 títulos            | Selección Femenina Sub-20 | Selección Femenina Sub-20        | Selección Femenina Sub-20 | Selección Femenina Sub-20 |